# Loïc Nottet
Loïc Edward Nottet (pronúncia em francês: [lɔik ˈɛdwəd nɔtɛ]) (Courcelles, 10 de abril de 1996) é um cantor belga. Ele participou da terceira temporada do programa musical The Voice Belgique, em 2014, e ficou em segundo lugar na final da competição. Após o The Voice Belgique, Nottet assinou um contrato com a gravadora Sony Music Belgium. O cantor representou a Bélgica no Festival Eurovisão da Canção 2015, realizado em Viena, Áustria, com a canção "Rhythm Inside". Nottet ficou em quarto lugar na final do concurso, e essa foi a colocação mais alta da Bélgica na Eurovisão desde 2003. O belga e sua parceira de dança Denitsa Ikonomova venceram a sexta edição do programa Danse avec les Stars, de 2015.

## Carreira

### 2014–atualmente:The Voice Belgique, Eurovisão 2015 eDanse avec les Stars
Nottet, após uma recomendação de um amigo, inscreveu-se para participar da terceira temporada do The Voice Belgique, em 2014, e se apresentou nas "audições às cegas" do programa com sua versão de "Diamonds", original de Rihanna. O candidato chamou a atenção de três dos quatro jurados que viraram suas cadeiras. O cantor escolheu Beverly Jo Scott como mentora. Durante a competição, Nottet avançou para as apresentações ao vivo e chegou à final do The Voice Belgique, em que ficou em segundo lugar depois de ser um dos favoritos do público para vencer.
Lista de canções apresentadas no The Voice Belgique
| Formato           | Data                  | Canção                          | Artista original   | Observações                                    |
| ----------------- | --------------------- | ------------------------------- | ------------------ | ---------------------------------------------- |
| Audições às cegas | 28 de janeiro de 2014 | "Diamonds"                      | Rihanna            |                                                |
| Batalha           | 18 de março de 2014   | "Counting Stars"                | OneRepublic        | Duelo contra Renata Skunczyk vencido           |
| Ao vivo           | 8 de abril de 2014    | "We Remain"                     | Christina Aguilera |                                                |
| Ao vivo           | 15 de abril de 2014   | "I've Been Loving You Too Long" | Otis Redding       |                                                |
| Ao vivo           | 22 de abril de 2014   | "Love Me Again"                 | John Newman        |                                                |
| Ao vivo           | 29 de abril de 2014   | "Strong"                        | London Grammar     |                                                |
| Ao vivo           | 5 de maio de 2014     | "Happy"                         | Pharrell Williams  | Com Julie Carpino, Laurent Pagna e Boris Motte |
| Ao vivo           | 5 de maio de 2014     | "One"                           | U2                 | Dueto com Beverly Jo Scott                     |
| Ao vivo           | 5 de maio de 2014     | "Ta fête"                       | Stromae            | Com Julie Carpino, Laurent Pagna e Boris Motte |
| Ao vivo           | 5 de maio de 2014     | "Paradise"                      | Noa Moon           | Com Julie Carpino e Noa Moon                   |
| Ao vivo           | 5 de maio de 2014     | "Applause"                      | Lady Gaga          |                                                |
| Ao vivo           | 5 de maio de 2014     | "Diamonds"                      | Rihanna            | Segundo lugar na final                         |

Após o término versãograma, Nottet se apresentou na The Voice Belgique Tour 2014, turnê com os outros sete finalistas do The Voice Belgique que passou por Liège, em 26 de maio daquele ano, e Bruxelas, em 6 de junho. Em outubro, o cantor divulgou no YouTube sua versão para a canção "Chandelier", da australiana Sia, em que interpreta a faixa e recria o vídeo original dela. O trabalho do belga foi elogiado pela cantora na conta dela no Twitter: "Esta é uma incrível versão, vídeo e coreografia de Chandelier."
Em novembro de 2014, o canal belga RTBF anunciou a seleção de Nottet para representar a Bélgica no Festival Eurovisão da Canção 2015, realizado em Viena, Áustria. A canção "Rhythm Inside" foi anunciada em março de 2015 como a que o cantor apresentaria na competição. Nottet cantou a música na primeira semifinal da Eurovisão, em 19 de maio, e chegou ao segundo lugar após receber 149 pontos, classificando-se para a final. A apresentação de "Rhythm Inside" na final, que ocorreu em 23 de maio, garantiu o quarto lugar a Nottet após 217 dados ao músico. Esse foi o melhor resultado da Bélgica no Eurovision desde desde 2003. Com a exposição de "Rhythm Inside" no Eurovision, a música entrou em diversas tabela musicais pela Europa. A faixa atingiu o primeiro lugar em ambas as regiões belgas de Flandres e Valônia e ficou entre as quarenta primeiras posições na maioria das listas dos países em que entrou.
Na sexta edição do programa de dança francês Danse avec les Stars, que começou em outubro de 2015, Nottet participou com a dançarina Denitsa Ikonomova. Após onze semanas na competição, a dupla venceu a final em 23 de dezembro.

## Discografia

### Álbuns em Estúdio
| Título     | Detalhes                                                                             | Melhores posições atingidas | Melhores posições atingidas | Melhores posições atingidas | Melhores posições atingidas | Melhores posições atingidas | Vendas        | Certificações  |
| Título     | Detalhes                                                                             | BEL (FL)                    | BEL (WA)                    | FRA                         | SWI                         | SWI (ROM)                   | Vendas        | Certificações  |
| ---------- | ------------------------------------------------------------------------------------ | --------------------------- | --------------------------- | --------------------------- | --------------------------- | --------------------------- | ------------- | -------------- |
| Selfocracy | - Lançamento: 31 de março de 2017 - Gravadora: Sony - Formatos: CD, digital download | 3                           | 1                           | 6                           | 20                          | 5                           | - FRA: 25,000 | - BEL: Platina |

### Singles
| Obra            | Ano  | Melhores posições atingidas | Melhores posições atingidas | Melhores posições atingidas | Melhores posições atingidas | Melhores posições atingidas | Melhores posições atingidas | Melhores posições atingidas | Melhores posições atingidas | Melhores posições atingidas | Certificações                | Álbum          |
| Obra            | Ano  | BEL (FL)                    | BEL (WA)                    | AUS                         | AUT                         | FRA                         | NLD                         | SWE                         | SWI                         | UK                          | Certificações                | Álbum          |
| --------------- | ---- | --------------------------- | --------------------------- | --------------------------- | --------------------------- | --------------------------- | --------------------------- | --------------------------- | --------------------------- | --------------------------- | ---------------------------- | -------------- |
| "Rhythm Inside" | 2015 | 1                           | 1                           | 61                          | 2                           | 85                          | 21                          | 26                          | 12                          | 34                          | - BEL: Platina               | Obra sem álbum |
| "Million Eyes"  | 2016 | 23                          | 2                           | —                           | —                           | 2                           | —                           | —                           | —                           | 43                          | - BEL: Ouro - SNEP: Diamante | Selfocracy     |
| "Mud Blood"     | 2017 | —                           | 17                          | —                           | —                           | 125                         | —                           | —                           | —                           | —                           |                              | Selfocracy     |
| "Doctor"        | 2017 | —                           | —                           | —                           | —                           | 156                         | —                           | —                           | —                           | —                           |                              | Obra sem álbum |
| "Go to Sleep"   | 2017 | —                           | —                           | —                           | —                           | 186                         | —                           | —                           | —                           | —                           |                              | Obra sem álbum |
| "On Fire"       | 2018 | —                           | —                           | —                           | —                           | —                           | —                           | —                           | —                           | —                           |                              | Obra sem álbum |

### Outras Canções
| Obra           | Ano  | Melhores posições atingidas | Melhores posições atingidas | Álbum      |
| Obra           | Ano  | BEL (FL)                    | BEL (WA)                    | Álbum      |
| -------------- | ---- | --------------------------- | --------------------------- | ---------- |
| "Hungry Heart" | 2017 | —                           | 47                          | Selfocracy |